# Port lotniczy Karanambo
Port lotniczy Karanambo (IATA: KRM, ICAO: SYKR) – port lotniczy zlokalizowany w miejscowości Karanambo, w Gujanie.